# Hãng hàng không

Bức áp phích quảng cáo dịch vụ bưu phẩm hàng không hàng tuần từ Deutsche Lufthansa, Syndicato Condor và Deutsche Zeppelin Reederei của Đức vào thập niên 1930.

Hãng hàng không là một công ty vận chuyển hành khách và hàng hóa bằng máy bay. Các hãng hàng không có thể hợp tác với nhau để cung cấp các chuyến bay liên danh, nghĩa là họ cùng cung cấp và khai thác cùng một chuyến bay. Hãng hàng không đầu tiên trên thế giới là DELAG của Đức, được thành lập vào ngày 16 tháng 11 năm 1909. Bốn hãng hàng không lâu đời nhất vẫn tồn tại cho đến ngày nay là KLM (1919) của Hà Lan, Avianca (1919) của Colombia, Qantas (1920) của Úc và Mexicana de Aviación (1921) của Mexico.
Quyền sở hữu hãng hàng không đã trải qua sự thay đổi từ chủ yếu là sở hữu cá nhân cho đến thập niên 1930 sang sở hữu nhà nước đối với các hãng hàng không lớn từ thập niên 1940 đến thập niên 1980 và trở lại tư nhân hóa quy mô lớn sau giữa thập niên 1980. Kể từ những năm 1980, đã có xu hướng sáp nhập các hãng hàng không lớn và thành lập các liên minh hàng không. Các liên minh lớn nhất là Star Alliance, SkyTeam và Oneworld. Các liên minh hàng không phối hợp các chương trình dịch vụ hành khách của họ (chẳng hạn như phòng chờ và chương trình khách hàng thân thiết), cung cấp vé liên tuyến đặc biệt và thường tham gia vào việc chia sẻ mã hàng không rộng rãi (đôi khi là toàn hệ thống).

## Lịch sử

### Những hãng hàng không đầu tiên
DELAG, Deutsche Luftschiffahrts-Aktiengesellschaft I là hãng hàng không đầu tiên trên thế giới. Nó được thành lập vào ngày 16 tháng 11 năm 1909, với sự hỗ trợ của chính phủ và vận hành các khinh khí cầu được sản xuất bởi The Zeppelin Corporation. Trụ sở chính của nó đặt tại Frankfurt.
Hãng hàng không cố định đầu tiên với lịch trình bay thường xuyên được khởi động vào ngày 1 tháng 1 năm 1914. Chuyến bay được điều khiển bởi Tony Jannus  và bay từ St. Petersburg, Florida, đến  Tampa, Florida, do St. Petersburg–Tampa Airboat Line vận hành.

### Châu Âu

#### Khởi đầu

Một quảng cáo năm 1919 cho hãng hàng không Hà Lan KLM, được thành lập vào ngày 7 tháng 10 năm 1919, hãng hàng không lâu đời nhất vẫn hoạt động dưới tên ban đầu của mình.

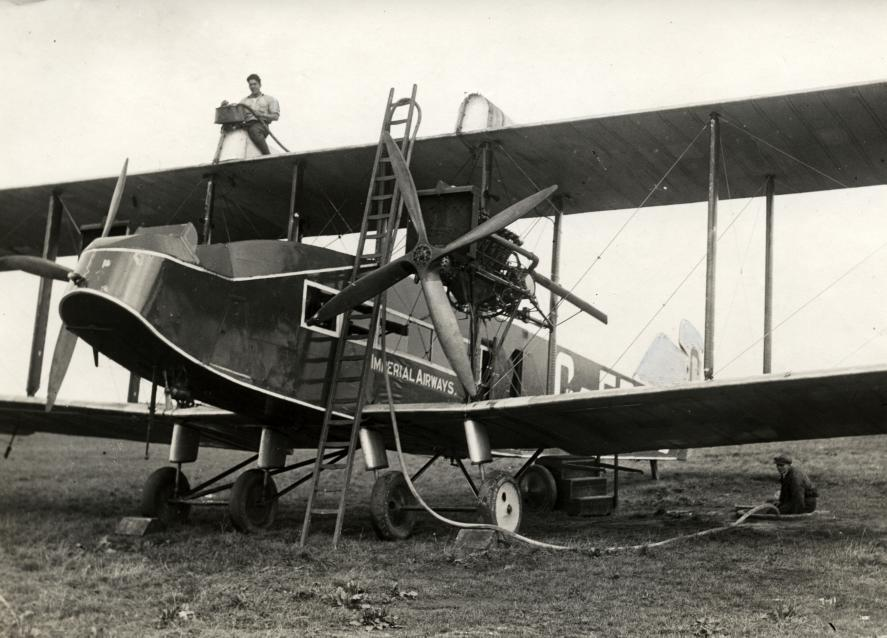
Máy bay Handley Page W.8b được sử dụng bởi Handley Page Transport, một hãng hàng không Anh Quốc được thành lập vào năm 1919.

Hãng hàng không cánh cố định đầu tiên ở châu Âu là Aircraft Transport and Travel, được thành lập bởi George Holt Thomas vào năm 1916; thông qua một loạt các vụ tiếp quản và sáp nhập, công ty này là tổ tiên của British Airways hiện đại. Sử dụng một đội máy bay hai tầng Airco DH.4A cũ của quân đội đã được sửa đổi để chở hai hành khách trong thân máy bay, hãng đã vận hành các chuyến bay cứu trợ giữa Folkestone và Ghent, Bỉ. Vào ngày 15 tháng 7 năm 1919, công ty đã thực hiện một chuyến bay thử nghiệm qua eo biển Manche, mặc dù chính phủ Anh không hỗ trợ. Được điều khiển bởi Lt. H Shaw trên một chiếc Airco DH.9 giữa RAF Hendon và sân bay Paris-Le Bourget, chuyến bay mất 2 giờ 30 phút với giá 21 bảng mỗi hành khách.
Vào ngày 25 tháng 8 năm 1919, công ty đã sử dụng DH.16s để tiên phong cho một dịch vụ thường xuyên từ Hounslow Heath Aerodrome đến Paris's Le Bourget, dịch vụ quốc tế thường xuyên đầu tiên trên thế giới. Hãng hàng không nhanh chóng có được danh tiếng về độ tin cậy, mặc dù gặp phải các vấn đề về thời tiết xấu, và bắt đầu thu hút sự cạnh tranh của châu Âu. Vào tháng 11 năm 1919, hãng đã giành được hợp đồng gửi thư hàng không dân dụng đầu tiên của Anh. Sáu chiếc máy bay Airco DH.9A của Không quân Hoàng gia Anh đã được cho công ty mượn để vận hành dịch vụ gửi thư hàng không giữa Hawkinge và Cologne. Năm 1920, chúng được trả lại cho Không quân Hoàng gia Anh.
Các đối thủ cạnh tranh khác của Anh cũng nhanh chóng xuất hiện - Handley Page Transport được thành lập vào năm 1919 và sử dụng các máy bay ném bom Type O/400 thời chiến được chuyển đổi của công ty với sức chứa 12 hành khách, để điều hành dịch vụ hành khách London-Paris.
Hãng hàng không Pháp đầu tiên là Société des lignes Latécoère, sau này được gọi là Aéropostale, bắt đầu hoạt động đầu tiên vào cuối năm 1918 đến Tây Ban Nha. Société Générale des Transports Aériens được thành lập vào cuối năm 1919 bởi anh em nhà Farman và chiếc máy bay Farman F.60 Goliath đã thực hiện các chuyến bay theo lịch trình từ Toussus-le-Noble đến Kenley, gần Croydon, Anh. Một hãng hàng không Pháp ban đầu khác là Compagnie des Messageries Aériennes, được thành lập vào năm 1919 bởi Louis-Charles Breguet, cung cấp dịch vụ thư và vận chuyển hàng hóa giữa Sân bay Le Bourget, Paris và Sân bay Lesquin, Lille.

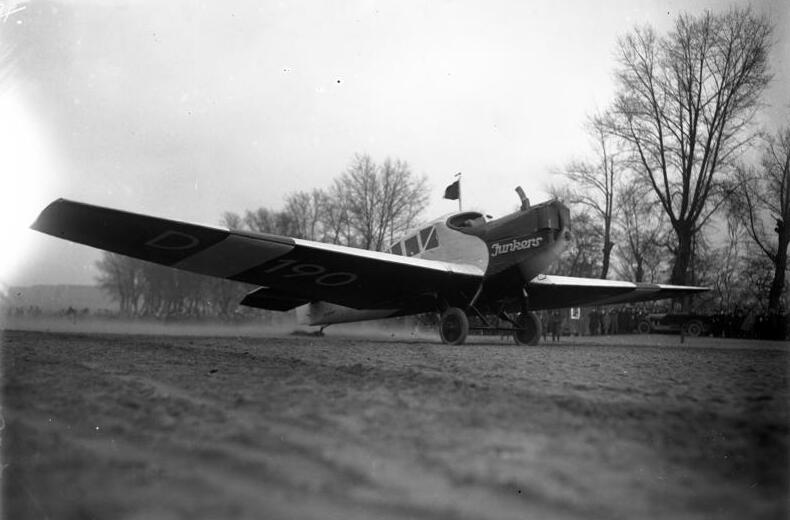
Junkers F.13 D-190 của Junkers Luftverkehr

Hãng hàng không Đức đầu tiên sử dụng máy bay nặng hơn không khí là Deutsche Luft-Reederei được thành lập vào năm 1917 và bắt đầu hoạt động vào tháng 2 năm 1919. Trong năm đầu tiên hoạt động, D.L.R. đã khai thác các chuyến bay theo lịch trình thường xuyên trên các tuyến đường có tổng chiều dài gần 1000 dặm. Đến năm 1921, mạng lưới của D.L.R. đã dài hơn 3000 km (1865 dặm) và bao gồm các điểm đến ở Hà Lan, Scandinavia và các nước Baltic. Một hãng hàng không Đức quan trọng khác là Junkers Luftverkehr, bắt đầu hoạt động vào năm 1921. Đây là một bộ phận của nhà sản xuất máy bay Junkers, trở thành một công ty riêng biệt vào năm 1924. Junkers Luftverkehr đã khai thác các hãng hàng không liên doanh ở Áo, Đan Mạch, Estonia, Phần Lan, Hungary, Latvia, Na Uy, Ba Lan, Thụy Điển và Thụy Sĩ.
Hãng hàng không KLM của Hà Lan thực hiện chuyến bay đầu tiên vào năm 1920 và là hãng hàng không liên tục hoạt động lâu đời nhất thế giới. Được thành lập bởi phi công Albert Plesman, iKLM ngay lập tức được Nữ hoàng Wilhelmina ban tặng danh hiệu "Hoàng gia". Chuyến bay đầu tiên của KLM là từ Sân bay Croydon, Luân Đôn đến Amsterdam, sử dụng một chiếc máy bay DH-16 thuê của Aircraft Transport and Travel, chở theo hai nhà báo người Anh và một số tờ báo. Năm 1921, KLM bắt đầu khai thác các dịch vụ theo lịch trình.
Ở Phần Lan, giấy phép thành lập Aero O/Y (nay là Finnair) được ký kết tại thành phố Helsinki vào ngày 12 tháng 9 năm 1923. Junkers F.13 D-335 trở thành chiếc máy bay đầu tiên của công ty, khi Aero nhận bàn giao vào ngày 14 tháng 3 năm 1924. Chuyến bay đầu tiên là giữa Helsinki và Tallinn, thủ đô của Estonia, và diễn ra vào ngày 20 tháng 3 năm 1924, một tuần sau đó.
Ở Liên Xô, Cục Quản lý Hạm đội Hàng không Dân dụng được thành lập vào năm 1921. Một trong những hành động đầu tiên của cơ quan này là giúp thành lập Deutsch-Russische Luftverkehrs A.G. (Deruluft), một liên doanh Đức-Nga cung cấp dịch vụ vận tải hàng không từ Nga đến phương Tây. Dịch vụ hàng không nội địa bắt đầu vào khoảng thời gian đó, khi Dobrolyot bắt đầu hoạt động vào ngày 15 tháng 7 năm 1923 giữa Moscow và Nizhni Novgorod. Kể từ năm 1932, tất cả các hoạt động đã được thực hiện dưới tên Aeroflot.
Các hãng hàng không châu Âu ban đầu có xu hướng ưu tiên sự thoải mái - khoang hành khách thường rộng rãi với nội thất sang trọng - hơn tốc độ và hiệu quả. Khả năng định vị tương đối cơ bản của phi công thời bấy giờ cũng có nghĩa là sự chậm trễ do thời tiết là điều phổ biến.

#### Hợp lý hóa
Đến đầu những năm 1920, các hãng hàng không nhỏ gặp khó khăn trong việc cạnh tranh, và có một phong trào hướng tới hợp lý hóa và củng cố hơn nữa. Năm 1924, Imperial Airways được thành lập từ việc sáp nhập của Instone Air Line Company, British Marine Air Navigation, Daimler Airway và Handley Page Transport, để cho phép các hãng hàng không Anh cạnh tranh với sự cạnh tranh gay gắt từ các hãng hàng không Pháp và Đức, những hãng đang nhận được trợ cấp lớn từ chính phủ. Hãng hàng không này là tiên phong trong khảo sát và mở các tuyến hàng không trên khắp thế giới để phục vụ các khu vực xa xôi của Đế quốc Anh và tăng cường thương mại và hội nhập.
Chiếc máy bay thương mại mới đầu tiên được Imperial Airways đặt hàng là chiếc Handley Page W8f City of Washington, được giao vào ngày 3 tháng 11 năm 1924. Trong năm hoạt động đầu tiên, công ty đã vận chuyển 11.395 hành khách và 212.380 lá thư. Vào tháng 4 năm 1925, bộ phim The Lost World đã trở thành bộ phim đầu tiên được chiếu cho hành khách trên chuyến bay thương mại theo lịch trình khi nó được chiếu trên tuyến đường London-Paris.
Hai hãng hàng không Pháp cũng sáp nhập để thành lập Air Union vào ngày 1 tháng 1 năm 1923. Sau đó, hãng này sáp nhập với bốn hãng hàng không Pháp khác để trở thành Air France, hãng hàng không quốc gia của đất nước cho đến ngày nay, vào ngày 17 tháng 5 năm 1933.

#### Mở rộng
Năm 1926, Alan Cobham đã khảo sát một tuyến bay từ Vương quốc Anh đến Cape Town, Nam Phi, sau đó là một chuyến bay thử nghiệm khác đến Melbourne, Australia. Các tuyến đường khác đến Ấn Độ thuộc Anh và Viễn Đông cũng được vẽ biểu đồ và trình diễn vào thời điểm này. Các dịch vụ thường xuyên đến Cairo và Basra bắt đầu vào năm 1927 và được mở rộng đến Karachi vào năm 1929. Dịch vụ London-Australia được khai trương vào năm 1932 với máy bay thương mại Handley Page HP 42. Các dịch vụ tiếp theo được mở đến Calcutta, Rangoon, Singapore, Brisbane và Hồng Kông, hành khách khởi hành từ London vào ngày 14 tháng 3 năm 1936 sau khi thành lập một chi nhánh từ Penang đến Hồng Kông.

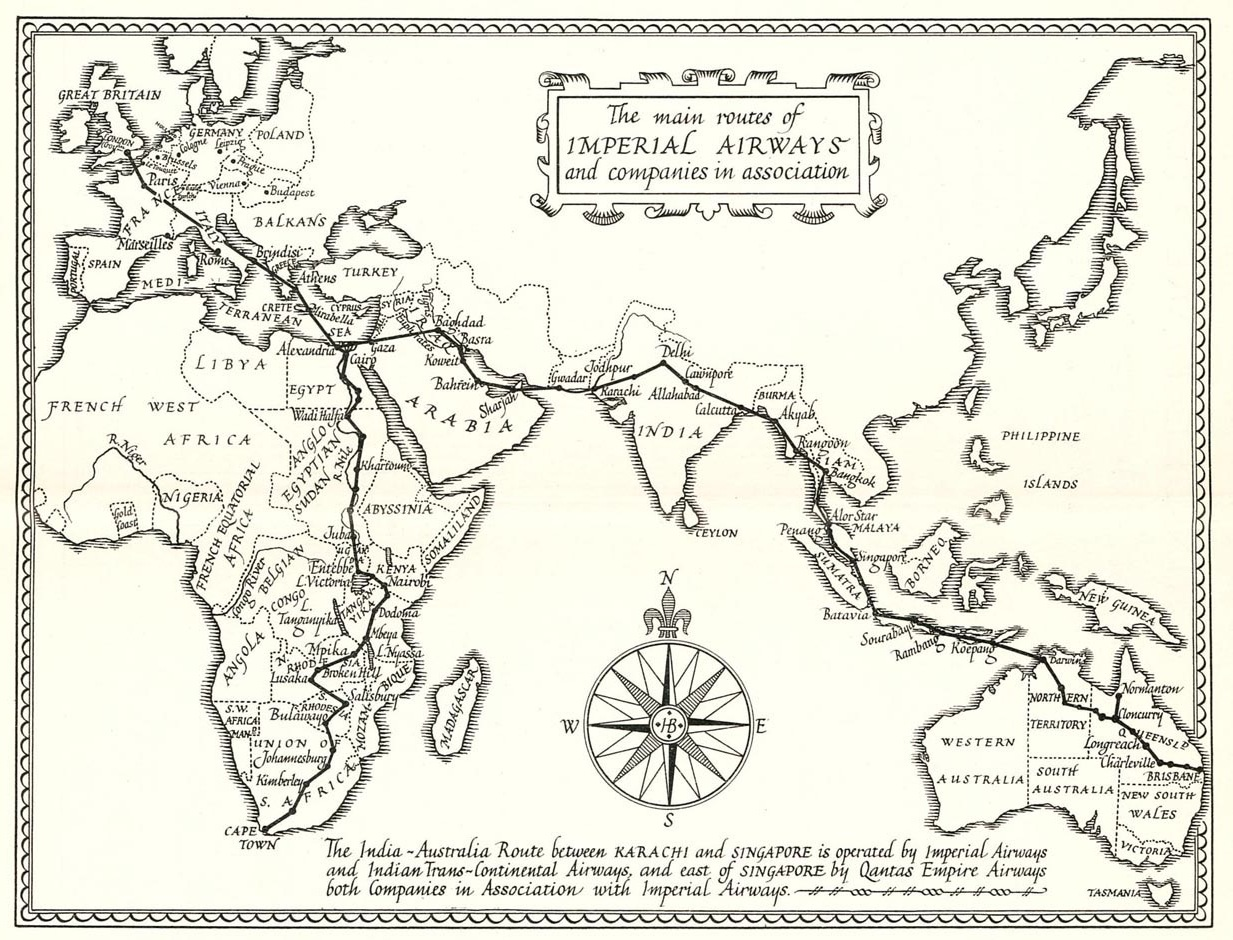
Bản đồ tháng 4 năm 1935 hiển thị các đường bay của Imperial Airways từ Vương quốc Anh đến Úc và Nam Phi

 Máy bay của Imperial Airways nhỏ, hầu hết chở được dưới hai mươi hành khách và dành cho người giàu. Chỉ có khoảng 50.000 hành khách sử dụng Imperial Airways trong những năm 1930. Hầu hết hành khách trên các tuyến đường liên lục địa hoặc trên các dịch vụ trong và giữa các thuộc địa của Anh là nam giới làm công tác quản trị, kinh doanh hoặc nghiên cứu thuộc địa.
Giống như Imperial Airways, sự phát triển ban đầu của Air France và KLM phụ thuộc rất nhiều vào nhu cầu phục vụ các liên kết với các thuộc địa xa xôi (Bắc Phi và Đông Dương đối với Pháp và Đông Ấn đối với Hà Lan). Pháp bắt đầu một dịch vụ thư hàng không đến Morocco vào năm 1919, được mua lại vào năm 1927, đổi tên thành Aéropostale và được tiêm vốn để trở thành một hãng hàng không quốc tế lớn. Năm 1933, Aéropostale phá sản, được quốc hữu hóa và sáp nhập vào Air France.
Mặc dù không có thuộc địa, nhưng Đức cũng bắt đầu mở rộng dịch vụ của mình ra toàn cầu. Năm 1931, tàu bay Graf Zeppelin bắt đầu cung cấp dịch vụ hành khách theo lịch trình thường xuyên giữa Đức và Nam Mỹ, thường là hai tuần một lần, và tiếp tục cho đến năm 1937. Năm 1936, tàu bay Hindenburg đi vào hoạt động chở khách và đã vượt Đại Tây Dương thành công 36 lần trước khi gặp nạn tại Lakehurst, New Jersey, vào ngày 6 tháng 5 năm 1937. Năm 1938, một dịch vụ hàng không hàng tuần từ Berlin đến Kabul, Afghanistan, bắt đầu hoạt động.
Từ tháng 2 năm 1934 cho đến khi Thế chiến thứ hai bắt đầu vào năm 1939, Deutsche Lufthansa đã vận hành một dịch vụ thư hàng không từ Stuttgart, Đức qua Tây Ban Nha, Quần đảo Canary và Tây Phi đến Natal ở Brazil. Đây là lần đầu tiên một hãng hàng không bay qua đại dương.
Đến cuối những năm 1930, Aeroflot đã trở thành hãng hàng không lớn nhất thế giới, với hơn 4.000 phi công và 60.000 nhân viên phục vụ khác, vận hành khoảng 3.000 máy bay (75% trong số đó được coi là lỗi thời theo tiêu chuẩn của chính hãng). Trong thời kỳ Liên Xô, Aeroflot đồng nghĩa với hàng không dân dụng Nga, vì đây là hãng hàng không duy nhất. Aeroflot đã trở thành hãng hàng không đầu tiên trên thế giới khai thác các dịch vụ phản lực thường xuyên liên tục vào ngày 15 tháng 9 năm 1956 với chiếc Tupolev Tu-104.

#### Bãi bỏ quy định
Việc bãi bỏ quy định đối với không phận Liên minh Châu Âu vào đầu những năm 1990 đã có tác động đáng kể đến cơ cấu của ngành hàng không ở đó. Sự chuyển hướng sang các hãng hàng không "giá rẻ" trên các tuyến đường ngắn hơn là rất đáng kể. Các hãng hàng không như EasyJet và Ryanair thường phát triển với chi phí của các hãng hàng không quốc gia truyền thống.
Ngoài ra, cũng có xu hướng tư nhân hóa các hãng hàng không quốc gia này, chẳng hạn như xảy ra với Aer Lingus và British Airways. Các hãng hàng không quốc gia khác, bao gồm Alitalia của Ý, đã gặp khó khăn - đặc biệt là với việc giá dầu tăng nhanh vào đầu năm 2008.
Finnair, hãng hàng không lớn nhất Phần Lan, không có tai nạn chết người hoặc tai nạn mất thân vỏ máy bay kể từ năm 1963 và được công nhận về độ an toàn.

### Hoa Kỳ

#### Phát triển ban đầu

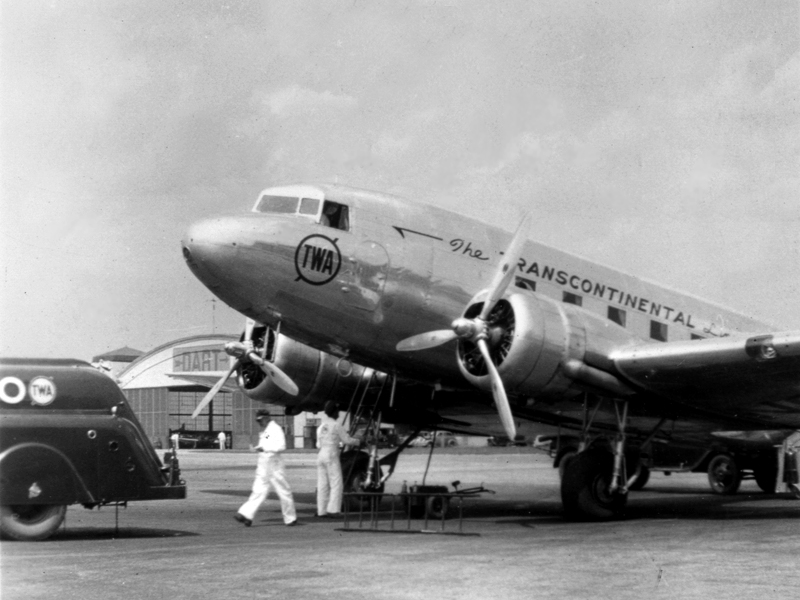
TWA Douglas DC-3 vào năm 1940. DC-3, thường được coi là một trong những máy bay có ảnh hưởng nhất trong lịch sử hàng không thương mại, đã cách mạng hóa du lịch hàng không.

Tony Jannus đã thực hiện chuyến bay thương mại theo lịch trình đầu tiên của Hoa Kỳ vào ngày 1 tháng 1 năm 1914 cho St. Petersburg-Tampa Airboat Line. Chuyến bay kéo dài 23 phút đi qua giữa St. Petersburg, Florida và Tampa, Florida, bay cách Vịnh Tampa khoảng 50 feet (15 m) trên chiếc máy bay thủy phi cơ cánh kép bằng gỗ và vải Benoist XIV của Jannus. Hành khách của ông là cựu thị trưởng thành phố St. Petersburg, người đã trả 400 USD cho đặc ân ngồi trên băng ghế gỗ ở buồng lái mở. Hãng hàng không Airboat hoạt động trong khoảng 4 tháng, chở hơn 1.200 hành khách với giá 5 USD mỗi người. Chalk's International Airlines bắt đầu hoạt động giữa Miami và Bimini ở Bahamas vào tháng 2 năm 1919. Có trụ sở chính tại Ft. Lauderdale, Chalk's tự nhận là hãng hàng không lâu đời nhất hoạt động liên tục ở Hoa Kỳ cho đến khi đóng cửa vào năm 2008.
Sau Thế chiến thứ nhất, Hoa Kỳ có rất nhiều phi công. Nhiều người đã quyết định sử dụng máy bay dư thừa sau chiến tranh của họ để thực hiện các chiến dịch bay biểu diễn, thực hiện các động tác nhào lộn để thu hút đám đông. Năm 1918, Cục Bưu chính Hoa Kỳ đã nhận được sự hỗ trợ tài chính của Quốc hội để bắt đầu thử nghiệm dịch vụ thư hàng không, ban đầu sử dụng máy bay Curtiss Jenny được mua bởi Quân đoàn Không quân Lục quân Hoa Kỳ. Các nhà khai thác tư nhân là những người đầu tiên bay thư, nhưng do nhiều vụ tai nạn nên Quân đội Hoa Kỳ được giao nhiệm vụ chuyển phát thư. Trong thời gian Quân đội tham gia, họ đã chứng tỏ là quá không đáng tin cậy và mất đi nhiệm vụ thư hàng không. Đến giữa những năm 1920, Cục Bưu chính đã phát triển mạng lưới thư hàng không của riêng mình, dựa trên một trục xương sống xuyên lục địa giữa Thành phố New York và San Francisco. Để bổ sung cho dịch vụ này, họ đã đưa ra 12 hợp đồng cho các tuyến đường phụ cho những người đấu thầu độc lập. Một số hãng hàng không chiến thắng những tuyến đường này, thông qua thời gian và sự hợp nhất, sẽ phát triển thành Pan Am, Delta Air Lines, Braniff Airways, American Airlines, United Airlines (ban đầu là một bộ phận của Boeing), Trans World Airlines, Northwest Airlines, và Eastern Air Lines.
Dịch vụ trong những năm đầu thập niên 1920 không thường xuyên: hầu hết các hãng hàng không thời bấy giờ tập trung vào việc vận chuyển túi thư. Tuy nhiên, vào năm 1925, Ford Motor Company đã mua lại Stout Aircraft Company và bắt đầu xây dựng chiếc Ford Trimotor toàn kim loại, trở thành chiếc máy bay chở khách Mỹ đầu tiên thành công. Với sức chứa 12 hành khách, Trimotor đã biến dịch vụ hành khách trở nên có lãi. Dịch vụ hàng không được coi là một phần bổ sung cho dịch vụ đường sắt trong mạng lưới vận tải của Mỹ.
Cùng lúc đó, Juan Trippe bắt đầu chiến dịch tạo ra một mạng lưới hàng không nối liền Mỹ với thế giới, và ông đã đạt được mục tiêu này thông qua hãng hàng không Pan Am của mình, với đội tàu bay nối liền Los Angeles với Thượng Hải và Boston với London. Pan Am và Northwest Airways (bắt đầu các chuyến bay đến Canada vào những năm 1920) là những hãng hàng không duy nhất của Mỹ hoạt động quốc tế trước những năm 1940.
Với sự ra đời của Boeing 247 và Douglas DC-3 vào những năm 1930, ngành hàng không Mỹ nói chung đã có lãi, ngay cả trong thời kỳ Đại suy thoái. Xu hướng này tiếp tục cho đến khi Thế chiến thứ hai bắt đầu.

#### Từ năm 1945

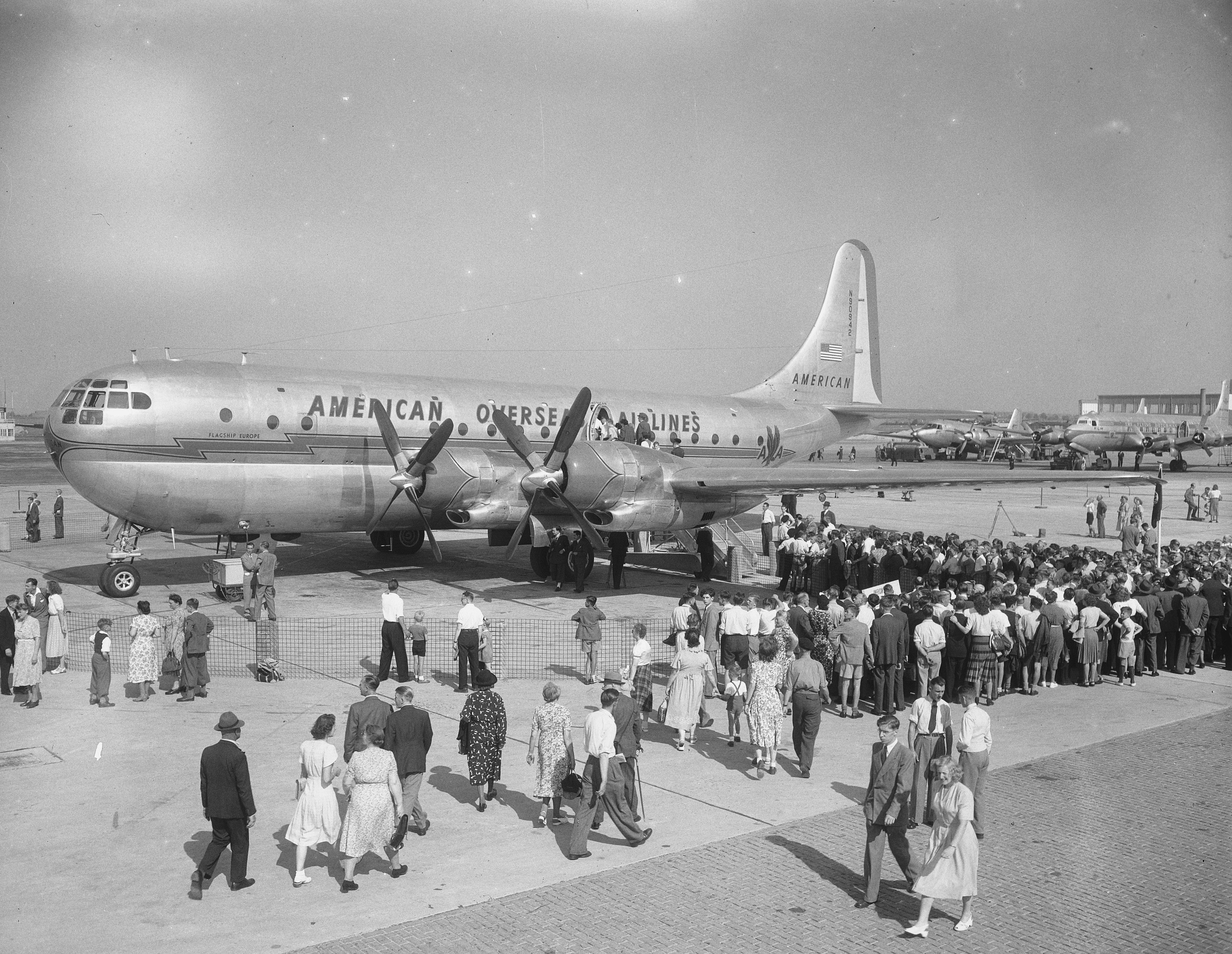
Boeing 377 của American Export Airlines, hãng hàng không đầu tiên cung cấp các chuyến bay bằng thủy phi cơ xuyên Bắc Đại Tây Dương vào tháng 10 năm 1945.

Giống như Thế chiến thứ nhất, Thế chiến thứ hai đã mang lại sức sống mới cho ngành hàng không. Nhiều hãng hàng không ở các nước Đồng minh đã có được nhiều lợi nhuận từ các hợp đồng thuê máy bay cho quân đội và dự đoán nhu cầu vận tải hàng không dân dụng sẽ bùng nổ trong tương lai, đối với cả hành khách và hàng hóa. Họ đã rất háo hức đầu tư vào các loại máy bay chở khách hàng đầu mới nổi như Boeing Stratocruiser, Lockheed Constellation và Douglas DC-6. Hầu hết những chiếc máy bay mới này đều dựa trên các loại máy bay ném bom của Mỹ như B-29, loại máy bay đã đi đầu trong nghiên cứu các công nghệ mới như tăng áp. Hầu hết đều mang lại hiệu quả cao hơn từ cả tốc độ được cải thiện và tải trọng lớn hơn.
Vào những năm 1950, De Havilland Comet, Boeing 707, Douglas DC-8, và Sud Aviation Caravelle đã trở thành những chiếc máy bay chở khách phản lực đầu tiên của phương Tây, trong khi khối phía Đông có Tupolev Tu-104 và Tupolev Tu-124 trong đội bay của các hãng hàng không nhà nước như ČSA của Tiệp Khắc, Aeroflot của Liên Xô và Interflug của Đông Đức. Vickers Viscount và Lockheed L-188 Electra đã khai trương vận tải turboprop.
Vào ngày 4 tháng 10 năm 1958, British Overseas Airways Corporation đã bắt đầu các chuyến bay xuyên Đại Tây Dương giữa London Heathrow và New York Idlewild với chiếc máy bay Comet 4, và Pan Am đã tiếp nối vào ngày 26 tháng 10 với chiếc Boeing 707 phục vụ giữa New York và Paris.
Bước phát triển lớn tiếp theo cho các hãng hàng không sẽ đến vào những năm 1970, khi Boeing 747, McDonnell Douglas DC-10 và Lockheed L-1011 khai trương dịch vụ thân rộng ("jumbo jet"), hiện vẫn là tiêu chuẩn trong du lịch quốc tế. Tupolev Tu-144 và đối tác phương Tây của nó, Concorde, đã biến du lịch siêu thanh thành hiện thực. Concorde bắt đầu bay vào năm 1969 và hoạt động cho đến năm 2003. Năm 1972, Airbus bắt đầu sản xuất dòng máy bay thương mại thành công nhất châu Âu cho đến nay. Hiệu quả gia tăng cho những chiếc máy bay này thường không phải ở tốc độ, mà ở khả năng chở khách, tải trọng và tầm bay. Airbus cũng có buồng lái điện tử hiện đại, phổ biến trên tất cả các máy bay của họ để cho phép phi công bay nhiều mẫu máy bay với ít huấn luyện chéo nhất.

### Châu Á

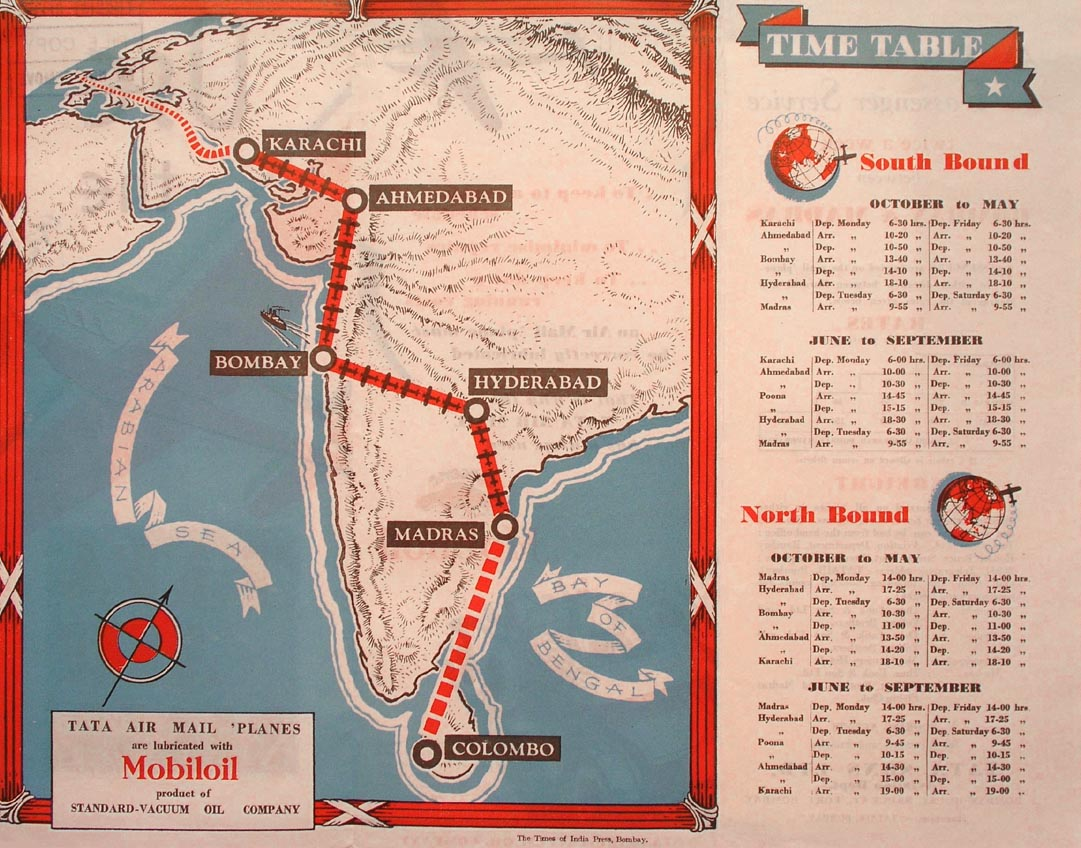
Lịch bay 1935 của Tata Airlines, thành lập năm 1932

Mặc dù Philippine Airlines (PAL) được thành lập chính thức vào ngày 26 tháng 2 năm 1941, nhưng giấy phép hoạt động của hãng hàng không này bắt nguồn từ việc hợp nhất Công ty Taxi Hàng không Philippine (PATCO) được thành lập bởi nhà tài phiệt khai thác Emmanuel N. Bachrach vào ngày 3 tháng 12 năm 1930, khiến PAL trở thành hãng hàng không theo lịch trình lâu đời nhất của châu Á vẫn còn hoạt động. Dịch vụ hàng không thương mại bắt đầu sau đó ba tuần từ Manila đến Baguio, trở thành tuyến hàng không đầu tiên của châu Á. Cái chết của Bachrach vào năm 1937 đã mở đường cho việc sáp nhập cuối cùng với Philippine Airlines vào tháng 3 năm 1941 và biến PAL trở thành hãng hàng không lâu đời nhất châu Á. Đây cũng là hãng hàng không lâu đời nhất châu Á vẫn hoạt động dưới tên hiện tại của mình. Cổ phần đa số của Bachrach trong PATCO đã được ông trùm bia Andres R. Soriano mua lại vào năm 1939 theo lời khuyên của tướng Douglas MacArthur và sau đó sáp nhập với Philippine Airlines mới thành lập, với PAL là pháp nhân tồn tại. Soriano đã nắm quyền kiểm soát tại cả hai hãng hàng không trước khi sáp nhập. PAL bắt đầu lại hoạt động vào ngày 15 tháng 3 năm 1941, với một máy bay Beech Model 18 NPC-54 duy nhất, bắt đầu các chuyến bay hàng ngày giữa Manila (từ Nielson Field) và Baguio, sau đó mở rộng với các máy bay lớn hơn như DC-3 và Vickers Viscount.
Cathay Pacific là một trong những hãng hàng không đầu tiên được thành lập ở các nước châu Á khác vào năm 1946 cùng với Asiana Airlines, hãng này sau đó tham gia vào năm 1988. Giấy phép hoạt động của hãng hàng không được cấp bởi cơ quan chính phủ liên bang sau khi xem xét tính cần thiết tại quốc hội. Hanjin nắm giữ quyền sở hữu lớn nhất của Korean Air cũng như một số hãng hàng không giá rẻ tính đến hiện tại. Korean Air là một trong bốn nhà sáng lập của SkyTeam, được thành lập vào năm 2000. Asiana Airlines gia nhập Star Alliance vào năm 2003. Korean Air và Asiana Airlines là một trong những hãng hàng không lớn nhất kết hợp số dặm bay và số lượng hành khách được phục vụ tại thị trường khu vực của ngành hàng không châu Á.
Ấn Độ cũng là một trong những quốc gia đầu tiên chấp nhận hàng không dân dụng. Một trong những hãng hàng không châu Á đầu tiên là Air India, được thành lập với tên gọi Tata Airlines vào năm 1932, một bộ phận của Tata Sons Ltd. (nay là Tata Group). Hãng hàng không được thành lập bởi nhà công nghiệp hàng đầu của Ấn Độ, JRD Tata. Vào ngày 15 tháng 10 năm 1932, chính J. R. D. Tata đã lái một chiếc De Havilland Puss Moth động cơ đơn chở thư hàng không (thư bưu chính của Imperial Airways) từ Karachi đến Bombay qua Ahmedabad. Chiếc máy bay tiếp tục đến Madras qua Bellary do phi công của Không quân Hoàng gia Anh Nevill Vintcent lái. Tata Airlines cũng là một trong những hãng hàng không lớn đầu tiên trên thế giới bắt đầu hoạt động mà không có bất kỳ sự hỗ trợ nào từ Chính phủ.
Với sự bùng nổ của Chiến tranh thế giới thứ hai, sự hiện diện của các hãng hàng không ở châu Á đã bị đình trệ tương đối, với nhiều hãng hàng không quốc gia mới quyên góp máy bay của họ để hỗ trợ quân sự và các mục đích khác. Sau khi chiến tranh kết thúc vào năm 1945, dịch vụ thương mại thường xuyên được khôi phục ở Ấn Độ và Tata Airlines trở thành một công ty đại chúng vào ngày 29 tháng 7 năm 1946, dưới tên Air India. Sau khi Ấn Độ độc lập, 49% cổ phần của hãng hàng không đã được Chính phủ Ấn Độ mua lại. Đổi lại, hãng hàng không được cấp trạng thái hoạt động các dịch vụ quốc tế từ Ấn Độ với tư cách là hãng hàng không quốc gia được chỉ định dưới tên Air India International.
Vào ngày 31 tháng 7 năm 1946, một chiếc máy bay DC-4 của Philippine Airlines (PAL) đã chở 40 binh sĩ Mỹ từ Sân bay Nielson ở Makati đến Oakland, California, với các điểm dừng ở Guam, Đảo Wake, Johnston Atoll và Honolulu, Hawaii, biến PAL trở thành hãng hàng không châu Á đầu tiên vượt qua Thái Bình Dương. Một dịch vụ thường xuyên giữa Manila và San Francisco được bắt đầu vào tháng 12. Cũng trong năm này, hãng hàng không được chỉ định là hãng hàng không quốc gia của Philippines.
Trong thời kỳ phi thuộc địa hóa, các quốc gia châu Á mới thành lập bắt đầu chấp nhận vận tải hàng không. Một trong những hãng hàng không châu Á đầu tiên trong thời kỳ này là Cathay Pacific của Hồng Kông (thành lập vào tháng 9 năm 1946), Orient Airways (sau này là Pakistan International Airlines; thành lập vào tháng 10 năm 1946), Air Ceylon (sau này là SriLankan Airlines; thành lập vào năm 1947), Malayan Airways Limited vào năm 1947 (sau này là Singapore và Malaysia Airlines), El Al ở Israel vào năm 1948, Garuda Indonesia vào năm 1949, Japan Airlines vào năm 1951, Thai Airways vào năm 1960 và Korean National Airlines vào năm 1947.
Singapore Airlines đã giành được nhiều giải thưởng chất lượng.

### Châu Mỹ Latinh và Caribe

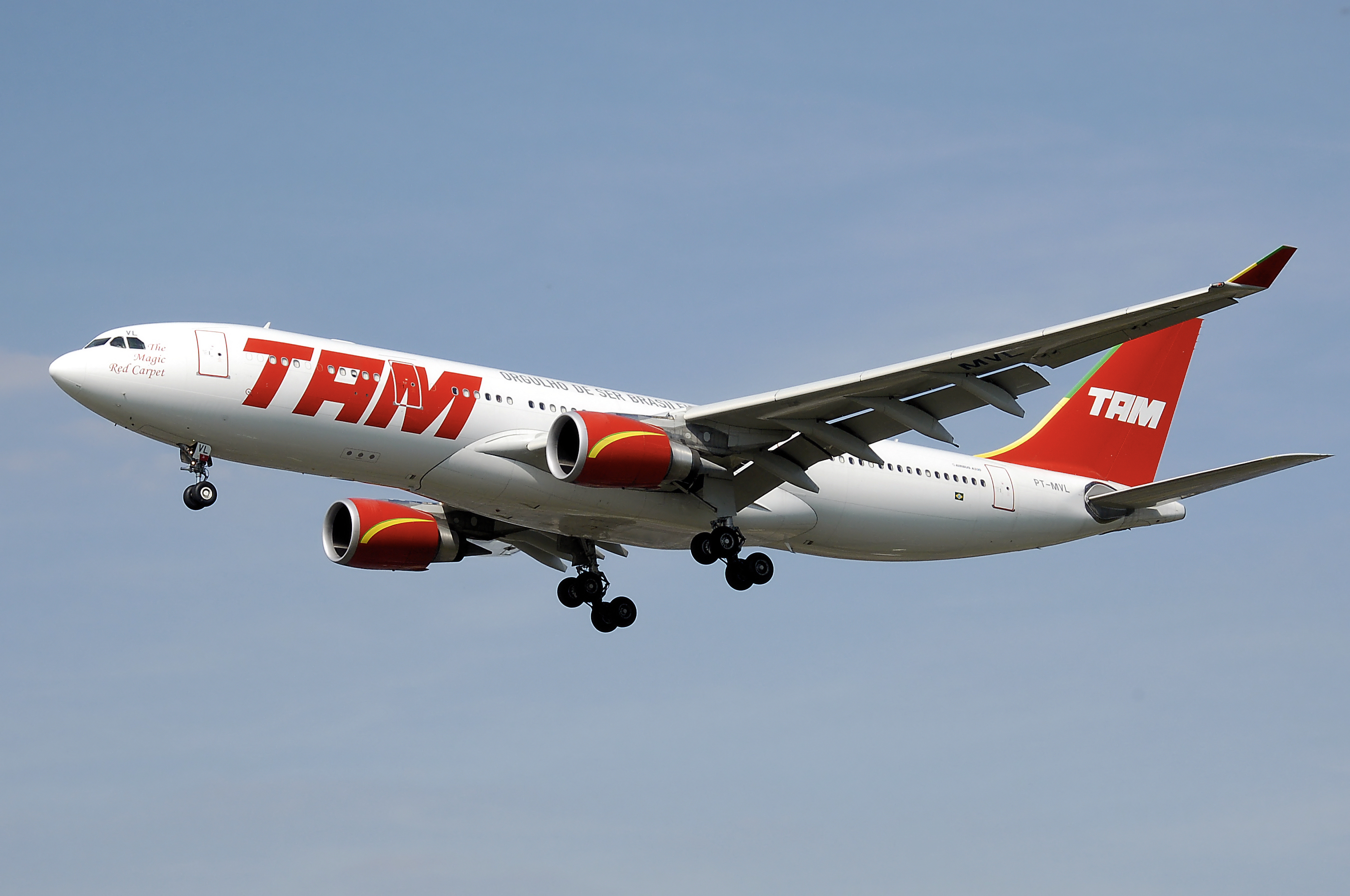
LATAM Airlines là hãng hàng không lớn nhất ở Mỹ Latinh về số lượng hành khách bay hàng năm.

Trong số những quốc gia đầu tiên có các hãng hàng không thường xuyên ở Mỹ Latinh và Caribe là Bolivia với Lloyd Aéreo Boliviano, Cuba với Cubana de Aviación, Colombia với Avianca (hãng hàng không đầu tiên được thành lập ở Châu Mỹ), Argentina với Aerolíneas Argentinas, Chile với LAN Chile (nay là LATAM Airlines), Brazil với Varig, Cộng hòa Dominica với Dominicana de Aviación, Mexico với Mexicana de Aviación, Trinidad và Tobago với BWIA West Indies Airways (nay là Caribbean Airlines), Venezuela với Aeropostal, Puerto Rico với Puertorriquena; và TACA có trụ sở tại El Salvador và đại diện cho một số hãng hàng không của Trung Mỹ (Costa Rica, Guatemala, Honduras và Nicaragua). Tất cả các hãng hàng không trước đây đều bắt đầu hoạt động thường xuyên trước Thế chiến thứ hai. Các hãng hàng không thương mại của Puerto Rico như Prinair, Oceanair, Fina Air và Vieques Air Link ra đời sau Thế chiến thứ hai, cũng như một số hãng hàng không khác từ các quốc gia khác như Interjet và Volaris của Mexico, Aserca Airlines của Venezuela và những hãng khác.
Thị trường du lịch hàng không đã phát triển nhanh chóng trong những năm gần đây ở Mỹ Latinh. Một số ước tính của ngành cho thấy vào năm 2011 rằng hơn 2.000 máy bay mới sẽ bắt đầu hoạt động trong vòng 5 năm tới ở khu vực này.
Các hãng hàng không này phục vụ các chuyến bay nội địa trong nước của họ, cũng như các chuyến bay kết nối trong nội bộ Mỹ Latinh và các chuyến bay quốc tế đến Bắc Mỹ, Châu Âu, Úc và Châu Á.

## Kinh tế
Năm 2017, các hãng hàng không đã vận chuyển 4,1 tỷ hành khách trên 41,9 triệu chuyến bay thương mại theo lịch trình (trung bình 98 hành khách mỗi chuyến), với tổng hành trình là 7,75 nghìn tỷ km hành khách (trung bình mỗi hành trình dài 1.890 km) trên 45.091 đường bay của các hãng hàng không trên toàn thế giới. Năm 2016, vận tải hàng không đã tạo ra doanh thu 704,4 tỷ USD, tạo việc làm cho 10,2 triệu người, hỗ trợ 65,5 triệu việc làm và 2,7 nghìn tỷ USD hoạt động kinh tế: tương đương 3,6% GDP toàn cầu.
Tháng 7 năm 2016, tổng năng lực vận tải hàng tuần của các hãng hàng không là 181,1 tỷ km chỗ ngồi có sẵn (+ 6,9% so với tháng 7 năm 2015): 57,6 tỷ tại Châu Á-Thái Bình Dương, 47,7 tỷ tại Châu Âu, 46,2 tỷ tại Bắc Mỹ, 12,2 tỷ tại Trung Đông, 12,0 tỷ tại Mỹ Latinh và 5,4 tỷ tại Châu Phi.
|                              | 2016 | 2015 | 2014 | 2013 | 2012 | 2011 | 2010 | 2009  | 2008  |
| ---------------------------- | ---- | ---- | ---- | ---- | ---- | ---- | ---- | ----- | ----- |
| Doanh thu ($tỷ)              | 694  | 698  | 704  | 684  | 663  | 634  | 560  | 481   | 540   |
| Kết quả hoạt động ($tỷ)      | 58.9 | 65.0 | 30.4 | 27.5 | 20.7 | 21.3 | 32.4 | 1.7   | −15.3 |
| Biên lợi nhuận hoạt động (%) | 8.5% | 9.3% | 4.3% | 4.0% | 3.1% | 3.4% | 5.8% | 0.4%  | −2.8% |
| Kết quả ròng ($ tỷ)          | 34.2 | 42.4 | 11.7 | 15.3 | 4.6  | 0.3  | 19.0 | −5.7  | −32.5 |
| Tỷ suất lợi nhuận ròng (%)   | 4.9% | 6.1% | 1.7% | 2.2% | 0.7% | 0.0% | 3.4% | −1.2% | −6.0% |

### Chi phí

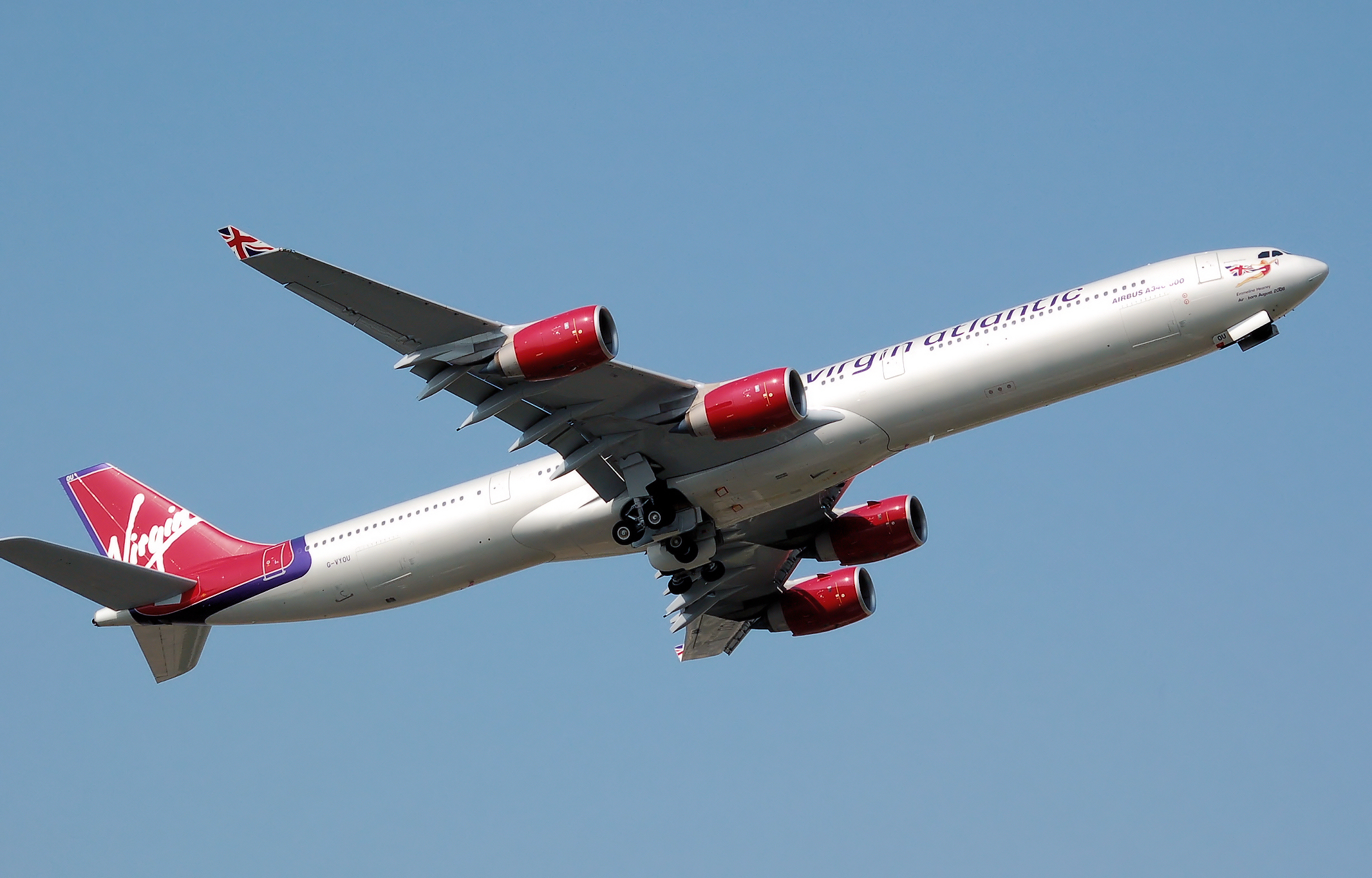
Một chiếc Airbus A340-600 của hãng hàng không Virgin Atlantic. Vào tháng 10 năm 2008, Virgin Atlantic đã đề nghị kết hợp hoạt động với BMI nhằm giảm chi phí vận hành.

Các hãng hàng không có chi phí cố định và chi phí hoạt động đáng kể để thiết lập và duy trì các dịch vụ hàng không: nhân công, nhiên liệu, máy bay, động cơ, phụ tùng và linh kiện, dịch vụ và mạng lưới CNTT, thiết bị sân bay, dịch vụ xử lý sân bay, hoa hồng đặt chỗ, quảng cáo, phục vụ ăn uống, đào tạo, bảo hiểm hàng không và các chi phí khác. Do đó, tất cả ngoại trừ một tỷ lệ nhỏ thu nhập từ bán vé được trả cho nhiều nhà cung cấp bên ngoài hoặc trung tâm chi phí nội bộ.
Hơn nữa, ngành công nghiệp được cấu trúc sao cho các hãng hàng không thường hoạt động như những người thu thuế. Nhiên liệu hàng không không bị đánh thuế vì một loạt các hiệp ước giữa các quốc gia. Giá vé bao gồm một số loại phí, thuế và phụ phí ngoài tầm kiểm soát của các hãng hàng không. Các hãng hàng không cũng có trách nhiệm thực thi các quy định của chính phủ. Nếu các hãng hàng không chở hành khách không có giấy tờ hợp lệ trên chuyến bay quốc tế, họ có trách nhiệm đưa họ trở lại quốc gia ban đầu.
Phân tích giai đoạn 1992-1996 cho thấy mọi thành phần trong chuỗi vận tải hàng không đều có lợi nhuận cao hơn nhiều so với các hãng hàng không, những hãng thu và chuyển tiền phí và doanh thu cho họ từ việc bán vé. Trong khi các hãng hàng không nói chung đạt được lợi nhuận trên vốn sử dụng là 6% (thấp hơn 2-3,5% so với chi phí vốn), thì các sân bay đạt được 10%, các công ty phục vụ ăn uống đạt được 10-13%, các công ty xử lý đạt được 11-14%, các công ty cho thuê máy bay đạt được 15%, các nhà sản xuất máy bay đạt được 16% và các công ty phân phối toàn cầu đạt được hơn 30%.
Đã có sự cạnh tranh chi phí liên tục từ các hãng hàng không giá rẻ. Nhiều công ty noi gương Southwest Airlines theo nhiều khía cạnh khác nhau. Ranh giới giữa các hãng hàng không dịch vụ đầy đủ và giá rẻ đã trở nên mờ nhạt - ví dụ, hầu hết các hãng hàng không "dịch vụ đầy đủ" đều giới thiệu phí kiểm tra hành lý mặc dù Southwest không làm vậy.
Nhiều hãng hàng không ở Mỹ và các nơi khác đã gặp phải khó khăn trong kinh doanh. Các hãng hàng không Mỹ đã tuyên bố phá sản theo Chương 11 kể từ năm 1990 bao gồm American Airlines, Continental Airlines (hai lần), Delta Air Lines, Northwest Airlines, Pan Am, United Airlines và US Airways (hai lần).
Bảo hiểm nhiên liệu là một công cụ hợp đồng được các công ty vận tải như hãng hàng không sử dụng để giảm thiểu rủi ro trước biến động giá nhiên liệu và có khả năng tăng cao. Một số hãng hàng không giá rẻ như Southwest Airlines đã áp dụng thực tiễn này. Southwest được ghi nhận là đã duy trì lợi nhuận kinh doanh mạnh mẽ trong khoảng thời gian từ năm 1999 đến đầu những năm 2000 nhờ chính sách bảo hiểm nhiên liệu của mình. Nhiều hãng hàng không khác đang sao chép chính sách bảo hiểm của Southwest để kiểm soát chi phí nhiên liệu.
Chi phí vận hành của các hãng hàng không lớn ở Mỹ chủ yếu là chi phí vận hành máy bay, bao gồm nhiên liệu máy bay, bảo trì máy bay, khấu hao và phi hành đoàn chiếm 44%, chi phí dịch vụ chiếm 29% (cảng hàng không 11%, hành khách 11% và máy bay 7%), 14% cho đặt chỗ và bán hàng và 13% cho chi phí chung (quản lý 6% và quảng cáo 2%). Một chiếc Boeing 757-200 của hãng hàng không lớn ở Mỹ trung bình bay 1.252 dặm (2.015 km) với 11,3 giờ block mỗi ngày và chi phí 2.550 USD mỗi giờ block: 923 USD chi phí sở hữu, 590 USD chi phí bảo trì, 548 USD chi phí nhiên liệu và 489 USD chi phí phi hành đoàn; hoặc 13,34 USD cho 186 chỗ ngồi mỗi giờ block. Đối với một chiếc Boeing 737-500, một hãng hàng không giá rẻ như Southwest có chi phí vận hành thấp hơn ở mức 1.526 USD so với hãng hàng không dịch vụ đầy đủ như United ở mức 2.974 USD và năng suất cao hơn với 399.746 ASM mỗi ngày so với 264.284, dẫn đến chi phí đơn vị là 0,38 USD/ASM so với 1,13 USD/ASM.
McKinsey nhận định rằng "công nghệ mới hơn, máy bay lớn hơn và hoạt động ngày càng hiệu quả liên tục làm giảm chi phí vận hành hãng hàng không", từ gần 40 xu Mỹ cho mỗi ASK vào đầu kỷ nguyên máy bay phản lực xuống chỉ còn hơn 10 xu kể từ năm 2000. Những cải thiện đó đã được chuyển cho khách hàng do tính cạnh tranh cao: giá vé đã giảm trong suốt lịch sử của các hãng hàng không.

### Hàng không lớn nhất
Các hãng hàng không lớn nhất thế giới có thể được xác định theo một số cách. Tính đến năm 2019, American Airlines Group là hãng lớn nhất về quy mô đội bay, số lượng hành khách vận chuyển và doanh thu hành khách tính theo dặm. Delta Air Lines là hãng lớn nhất về doanh thu, giá trị tài sản và vốn hóa thị trường. Lufthansa Group là hãng lớn nhất về số lượng nhân viên, FedEx Express là hãng lớn nhất về khối lượng hàng hóa vận chuyển tính theo tấn-km, Turkish Airlines là hãng lớn nhất về số lượng quốc gia phục vụ và UPS Airlines là hãng lớn nhất về số lượng điểm đến được phục vụ (mặc dù United Airlines là hãng hàng không chở khách lớn nhất về số lượng điểm đến được phục vụ).

### Hỗ trợ của nhà nước
Về mặt lịch sử, hoạt động đi lại bằng máy bay phần lớn tồn tại nhờ sự hỗ trợ của nhà nước, dưới hình thức vốn chủ sở hữu hoặc trợ cấp. Ngành hàng không nói chung đã lỗ lũy kế trong lịch sử 100 năm của mình.
Một lập luận là lợi ích bên ngoài tích cực, chẳng hạn như tăng trưởng cao hơn do di chuyển toàn cầu, lớn hơn thiệt hại kinh tế vi mô và biện minh cho sự can thiệp của chính phủ tiếp tục. Mức độ can thiệp của chính phủ vào ngành hàng không cao về mặt lịch sử có thể được coi là một phần của sự đồng thuận chính trị rộng rãi hơn về các hình thức vận tải chiến lược, chẳng hạn như đường cao tốc và đường sắt, cả hai đều nhận được tài trợ công ở hầu hết các nơi trên thế giới. Mặc dù nhiều quốc gia tiếp tục vận hành các hãng hàng không thuộc sở hữu nhà nước hoặc bán công, nhưng nhiều hãng hàng không lớn ngày nay thuộc sở hữu tư nhân và do đó được quản lý bởi các nguyên tắc kinh tế vi mô để tối đa hóa lợi nhuận cho cổ đông.
Vào tháng 12 năm 1991, sự sụp đổ của Pan Am, một hãng hàng không thường được ghi nhận là đã định hình ngành hàng không quốc tế, đã nêu bật những khó khăn về tài chính mà các công ty hàng không lớn phải đối mặt.
Sau khi bãi bỏ quy định vào năm 1978, các hãng hàng không Mỹ đã không thể tạo ra lợi nhuận tổng hợp trong 12 năm trong số 31 năm, bao gồm 4 năm trong đó tổng lỗ lên tới 10 tỷ USD, nhưng đã hồi phục với 8 năm lợi nhuận liên tiếp kể từ năm 2010, trong đó có 4 năm lợi nhuận trên 10 tỷ USD. Các hãng hàng không đã loại bỏ các tuyến bay lỗ, tránh các cuộc chiến tranh giá vé và giành thị phần, hạn chế tăng trưởng năng lực, bổ sung các tuyến trung chuyển tại trung tâm bằng máy bay phản lực khu vực để tăng lợi nhuận. Họ thay đổi lịch trình để tạo thêm kết nối, mua máy bay cũ, giảm tần suất quốc tế và tận dụng các quan hệ đối tác để tối ưu hóa năng lực và hưởng lợi từ khả năng kết nối ở nước ngoài.

## Môi trường

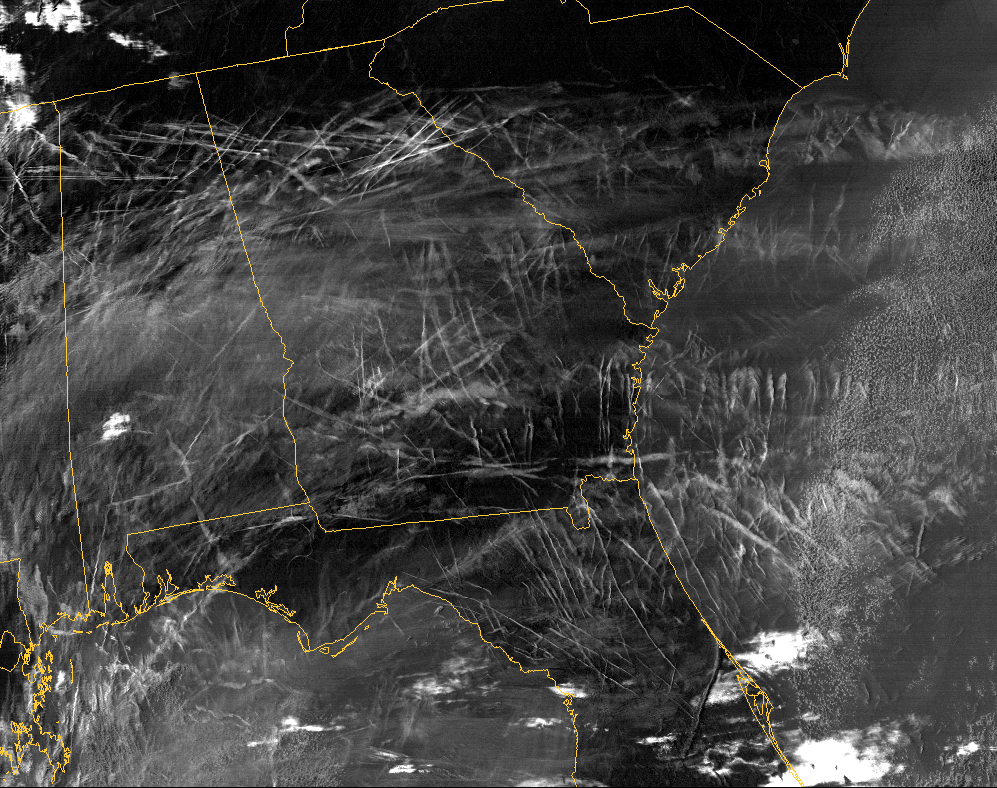
Hình ảnh MODIS theo dõi các dải contrail được tạo ra bởi lưu lượng hàng không trên đông nam Hoa Kỳ vào ngày 29 tháng 1 năm 2004.

Động cơ máy bay phát ra ô nhiễm tiếng ồn, khí thải và các hạt, góp phần làm mờ đi toàn cầu.
Sự phát triển của ngành hàng không trong những năm gần đây đã đặt ra một số câu hỏi về sinh thái.
Vận tải hàng không nội địa ở Trung Quốc tăng trưởng 15,5% mỗi năm từ năm 2001 đến năm 2006. Tỷ lệ đi lại bằng máy bay trên toàn cầu tăng 3,7% mỗi năm trong cùng thời gian. Tại Châu Âu, lượng khí thải nhà kính từ hoạt động hàng không đã tăng 87% trong giai đoạn từ năm 1990 đến năm 2006. Tuy nhiên, cần so sánh với số lượng chuyến bay tăng lên, chỉ riêng ở Vương quốc Anh, số lượng hành khách tại nhà ga đã tăng từ 100.000 lên 250.000 trong giai đoạn từ năm 1990 đến năm 2006. Theo báo cáo hàng năm của AEA, có 750 triệu hành khách đi lại bằng các hãng hàng không châu Âu, đồng thời chia sẻ 40% giá trị hàng hóa vào và ra khỏi châu Âu. Ngay cả khi không có áp lực từ "các nhà hoạt động vì môi trường", nhằm vào giá vé thấp hơn, nói chung, các hãng hàng không đang làm tất cả những gì có thể để giảm mức tiêu thụ nhiên liệu (và lượng khí thải liên quan). Hơn nữa, theo một số báo cáo, có thể kết luận rằng máy bay động cơ piston cuối cùng cũng tiết kiệm nhiên liệu như máy bay phản lực trung bình vào năm 2005.
Mặc dù các nhà sản xuất máy bay lớn tiếp tục cải thiện hiệu quả, nhu cầu đi lại bằng hàng không toàn cầu ngày càng tăng đã dẫn đến việc phát thải khí nhà kính (GHG) ngày càng tăng. Hiện nay, lĩnh vực hàng không, bao gồm du lịch nội địa và quốc tế của Hoa Kỳ, chiếm khoảng 1,6% lượng khí thải GHG nhân tạo toàn cầu mỗi năm. Bắc Mỹ chiếm gần 40% lượng khí thải GHG từ việc sử dụng nhiên liệu hàng không của thế giới.
Lượng khí thải CO2 từ nhiên liệu phản lực được đốt cháy cho mỗi hành khách trên một chuyến bay hàng không trung bình dài 3.200 km (2.000 dặm) là khoảng 353 kg (776 pound). Tiềm năng mất môi trường sống tự nhiên liên quan đến nhiên liệu phản lực được đốt cháy cho mỗi hành khách trên một chuyến bay hàng không dài 3.200 km (2.000 dặm) được ước tính là 250 mét vuông (2700 feet vuông).
Trong bối cảnh biến đổi khí hậu và đỉnh dầu mỏ, đang có cuộc tranh luận về việc đánh thuế đi lại bằng máy bay và đưa hoạt động hàng không vào kế hoạch giao dịch khí thải, với mục đích đảm bảo rằng các chi phí bên ngoài tổng thể của hoạt động hàng không được tính đến.
Ngành hàng không chiếm khoảng 11% lượng khí nhà kính phát thải từ lĩnh vực vận tải của Hoa Kỳ. Boeing ước tính rằng nhiên liệu sinh học có thể giảm lượng khí nhà kính phát thải liên quan đến chuyến bay từ 60 đến 80%.

## Xu hướng

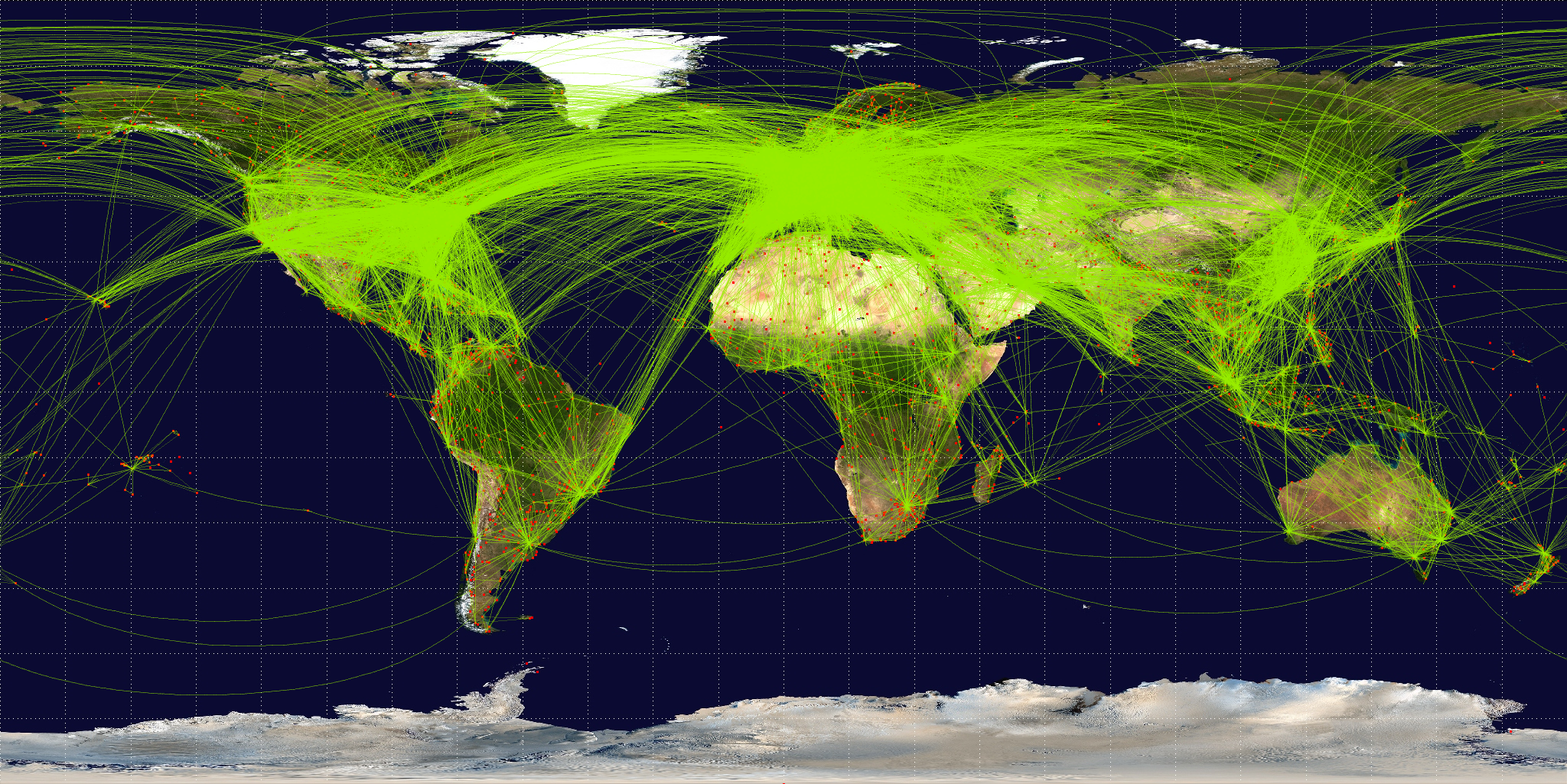
Bản đồ dự kiến lưu lượng hàng không năm 2009

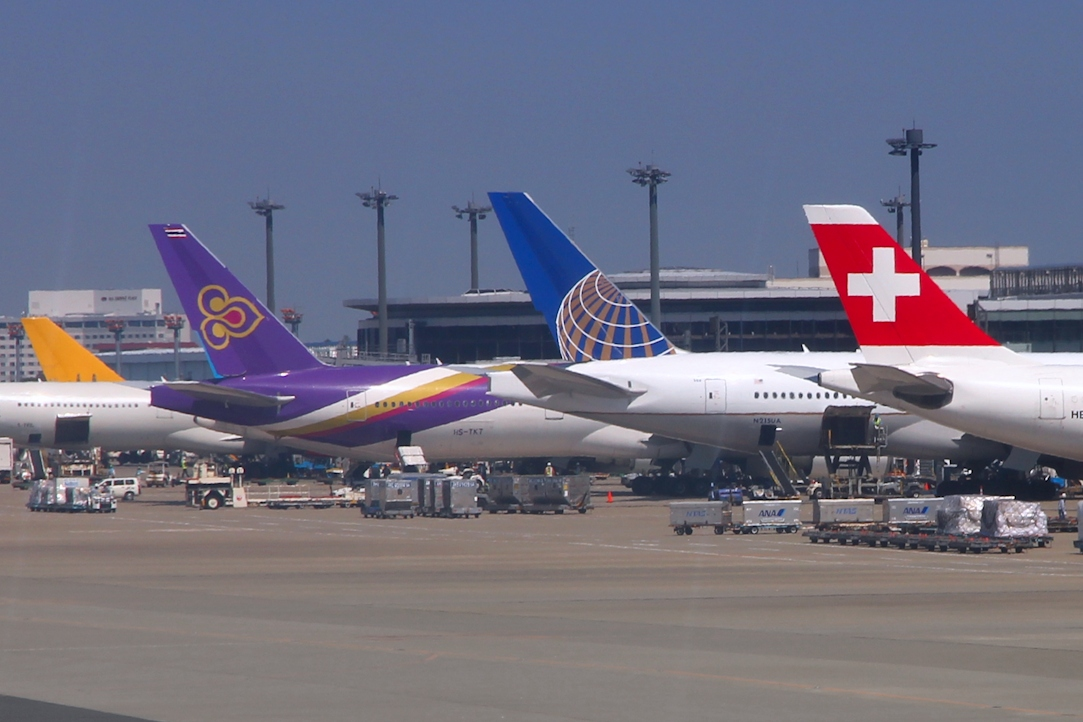
Máy bay của nhiều hãng hàng không đỗ cạnh nhau tại Tokyo Narita Airport, Nhật Bản

Kể từ giữa thập niên 1980, xu hướng sở hữu hãng hàng không đã được tư nhân hóa, tức là quyền sở hữu đã dần chuyển từ chính phủ sang các khu vực hoặc tổ chức tư nhân và cá nhân. Điều này xảy ra khi các cơ quan quản lý cho phép quyền tự do hơn và sở hữu phi chính phủ, theo các bước thường cách nhau hàng thập kỷ. Mô hình này không được nhìn thấy đối với tất cả các hãng hàng không ở tất cả các khu vực. Nhiều hãng hàng không lớn hoạt động trong khoảng thời gian từ những năm 1940 đến những năm 1980 thuộc sở hữu của chính phủ hoặc được chính phủ thành lập. Tuy nhiên, hầu hết các hãng hàng không từ những ngày đầu tiên của du lịch hàng không vào những năm 1920 và 1930 là các doanh nghiệp tư nhân.
Tốc độ tăng trưởng của ngành hàng không không đồng đều ở tất cả các khu vực, nhưng các nước có ngành hàng không được tự do hóa thường có nhiều cạnh tranh hơn và giá vé thấp hơn. Mỹ, Úc, Canada, Nhật Bản, Brazil, Ấn Độ là một số ví dụ. Ngành hàng không cũng được biết đến là một ngành có tính chu kỳ, có nghĩa là cứ vài năm thì lợi nhuận sẽ thấp và vài năm thì cao. Ngay cả trong những năm tốt, lợi nhuận thường cũng không cao, chỉ khoảng 2-3%. Khi có lãi, các hãng hàng không sẽ thuê máy bay mới và nâng cấp dịch vụ để đáp ứng nhu cầu cao hơn. Kể từ năm 1980, ngành hàng không đã không thu hồi được chi phí vốn trong những thời điểm tốt nhất. Ngược lại, trong thời kỳ kinh tế tồi tệ, tổn thất có thể tồi tệ hơn đáng kể. Warren Buffett từng nói rằng "số tiền mà tất cả các công ty hàng không của Mỹ kiếm được kể từ khi hàng không ra đời là bằng không. Hoàn toàn bằng không."
Như trong nhiều ngành công nghiệp trưởng thành khác, hợp nhất là một xu hướng. Các nhóm hàng không có thể bao gồm các quan hệ đối tác song phương hạn chế, liên minh đa dạng lâu dài giữa các hãng hàng không, thỏa thuận vốn chủ sở hữu, sáp nhập hoặc thâu tóm.